# Восток (Сахалінська область)
Восток (рос. Восток) — село у Поронайському міському окрузі Сахалінської області Російської Федерації.
Населення становить 2214 осіб (2013).

## Історія
З 1905 по 3 вересня 1945 року у складі губернаторства Карафуто Японії, відтак у складі Поронайського міського округу Сахалінської області.

## Населення
| 1979 | 1989  | 2002  | 2010  | 2013  |
| ---- | ----- | ----- | ----- | ----- |
| 3447 | ↗3576 | ↘2953 | ↘2315 | ↘2214 |